# Sandro Veronesi

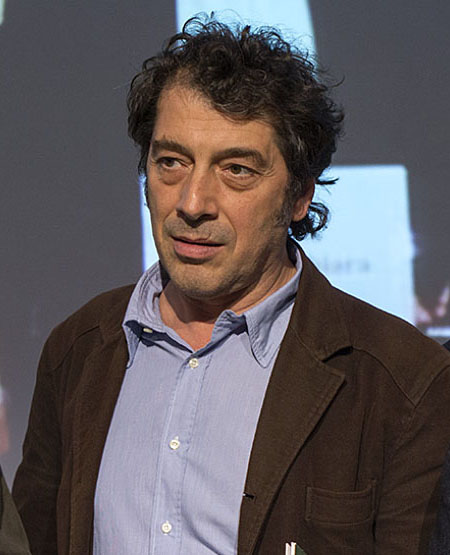
Sandro Veronesi in 2012

Sandro Veronesi (Prato, 1959) is een Italiaans romanschrijver, essayist en journalist. 

## Biografie
Hij is een broer van de regisseur Giovanni Veronesi. Na het behalen van een graad in de architectuur aan de universiteit van Florence met een dissertatie over Victor Hugo en de cultuur van de moderne restauratie koos hij voor een carrière als schrijver. Veronesi debuteerde op 25-jarige leeftijd met de dichtbundel Il Resto del cielo. Daarna volgden romans, essays, een toneelstuk, talrijke recensies van romans en essaybundels, interviews, een scenario en televisieprogramma's.

## Werken
Il Resto del cielo (1984) bestaat uit vijfentwintig korte composities, niet langer dan veertien verzen, die gaan over de algemene problematiek van de communicatie, waar een constante coincidentia oppositorum plaatsvindt.
Zijn eerste roman Per dove parte questo treno allegro (Waar Gaat Die Vrolijke Trein Naartoe) (1988) is het verhaal van een typische relatie van de jaren 80 tussen vader en zoon, die een moeilijke verstandhouding hebben. De vader is een avontuurlijke zakenman, die diep in de schulden zit en een paar honderdduizend dollar uit Zwitserland probeert weg te sluizen. Zijn zoon, dertig jaar oud, ziet eruit als 15 en is een banale nietsnut met vreemde gewoonten. Hoewel de twee een paar moeilijke weken doorbrengen, vinden ze in hun leven uiteindelijk een aantal gelijkenissen.
Met zijn tweede roman Gli sfiorati (1990) benadert Veronesi de gezinsproblematiek op een veel dramatischer manier. Opnieuw een vader en zoon met een moeilijke relatie. Maar Mete vindt troost bij zijn mooie stiefzuster. Dit alles vindt plaats in Rome, verweven met andere verhalen over uiteenlopende sociale types die in een dergelijke chaotische metropool te vinden zijn. Veronesi geeft hier een portret van de vroege jaren 90 en zijn jeugdige generatie en gebruikt hiervoor veel uitdrukkingen uit de straattaal.
Trouw aan het thema van de moeilijke relaties tussen twee mensen van verschillende generaties gaat het in Venite venite B-52 over een vader-dochter relatie. Net als in zijn vorige romans biedt Veronesi ook hier een scala van buitengewone personages, te beginnen met de vader, Ennio Miraglia, een vertegenwoordiger van het consumentisme van de jaren 80 en zijn dochter Viola, die hoopt dat Amerikaanse B-52 bommenwerpers het Italië van haar vader, dat ze zo verafschuwt, kunnen vernietigen.
La forza del passato (2000) kreeg de Premio Viareggio en de Premio Campiello en gaat weer over de vader-zoon-relatie. Deze keer is de vader dood, en anders dan in de vorige romans heeft de zoon een positieve herinnering aan zijn vader, maar wil hij weten wie deze echt was. De hoofdpersoon is Gianni Orzan, een schrijver van kinderboeken, wiens leven wordt vernietigd als hij zich realiseert dat wat hij altijd geloofde over zijn vader een façade is geweest. Zowel hij als de lezer schuiven voortdurend tussen het heden en het verleden heen en weer.
Ring City (2001) is een "roman voor kinderen", bij gebrek aan een betere term. Het is een boek dat Gianni Orzan geschreven zou kunnen hebben. Topolino (Mickey Mouse) wordt geconfronteerd met de Fosterman clan, die de ooit zo rustige stad Vocalia heeft overgenomen en wil transformeren in een gigantische boksring.
No man's Land (2003) is een toneelstuk, gebaseerd op Danis Tanovics gelijknamige film uit 2001, maar dan met een goede dosis bijtende Veronesi-ironie.
Caos calmo (Kalme Chaos) (2005) kreeg de meest prestigieuze literatuurprijs van Italië, de Premio Strega en de Franse Prix Femina voor de beste buitenlandse auteur. Na zijn vrouw verloren te hebben door een natuurlijke dood kan Pietro Paladini alleen met zijn leven verdergaan na een zoektocht naar de mensen in haar leven, door bijvoorbeeld rond te hangen voor de school van zijn dochter.
Brucia Troia (2007) speelt zich af in het Italië van de jaren 60. De 12-jarige Salvatore zinkt weg in de criminaliteit na zijn vlucht uit het vondelingenhuis van vader Spartacus, die zelf oplost in godsdienstwaan.
XY (2010) speelt zich af in de streek rond Trento, in de Dolomieten, waar in een klein dorpje, San Giuda, een gruwelijke massamoord plaatsvindt. Het surreële verhaal wordt beurtelings verteld door de pastoor van het dorpje, don Ermete, en door een jonge psychiater, Giovanna, die alles in het werk stellen om de dorpelingen tegen de om zich heen grijpende waanzin te beschermen. XY verscheen bij uitgeverij Fandango Libri, waarvan Veronesi een van de mede-oprichters is. Bij verschijning van de roman is een spectaculair vormgegeven website gecreëerd, met informatie over locaties en personages.
In Terra Rare (Zeldzame Aarden)(2014) wordt het leven van Pietro Paladini, de hoofdpersoon uit Kalme Chaos opnieuw aan het wankelen gebracht.
Veel van Veronesi's essays verschenen in diverse dag- en weekbladen en tijdschriften, waaronder: Il Manifesto, Epoca, Il Gambero Rosso, La Gazetta del Prato, l'Unita, Nuovi Argomenti, Panta, Corriere della Sera. Occhio per occhio. La pena di morte in storie quattro (1992) is een integrale studie over de doodstraf en hoe die wordt uitgevoerd in vier verschillende plaatsen in de wereld: Soedan, Taiwan, de Sovjet-Unie en Californië.
Verder heeft hij ook talrijke recensies geschreven over diverse soorten boeken, variërend van romans tot boeken over voetbal en rock muziek.

### Fictie
- Il resto e il cielo. Prato: Edizioni del Palazzo, 1984
- Per dove parte questo treno allegro. Rome: Theoria, 1988
- Gli sfiorati. Milaan: Mondadori, 1990
- Venite venite B-52. Milaan: Feltrinelli, 1995
- La forza del passato. Milaan: Bompiani, 2000
- Ring City. Milaan: Disney, 2001
- No man's land. Milaan: Bompiani, 2003
- Caos calmo. Milaan: Bompiani, 2005
- Brucia Troia. Milaan: Bompiani, 2007
- Sotto il sole ai Campi Elisi. Verhaal. Corriere della Sera (Corti di Carta), 2007
- Il ventre della macchina. Verhaal. Corriere della Sera (Corti di Carta), 2008
- XY. Fandango Libri, 2010
- Profezia, 2011
- Baci scagliati altrove, 2011
- Terre rare, 2014
- Non dirlo. Il Vangelo di Marco, 2015
- Il colibri, 2019
- Comandante, 2023 (met Edoardo de Angelis)

### Non-fictie
- Cronache italiane. Milaan: Mondadori, 1991
- Occhio per occhio. La pena di morte in quattro storie. Milaan: Mondadori, 1992
- Live. Ritratti, spralluoghi e collaudi. Milaan: Bompiani, 1996
- Superalbo. Le storie complete. Milaan: Bompiani, 2002

### Interviews
- "Il trattino, uno e Trino, interview met Francesca Serafini in Punteggiatura. Alessandro Baricco, Filippo Taricco, Giorgio Vasta, Dario Voltolini, (ed.); BUR: Scuola Holden, 2001, blz. 145-154
- "Interview" met Cristiana Lardo, in L'ultima letteratura italiana: scrittori a Tor Vergata: interventi ed interviste. Cristiana Lardo en Fabio Pierangeli (ed.); Rome: Vecchiarelli, 1999, blz. 135-141
- "Interview", met Laura Lepri, in Panta, "Scrittura creativa. La scrittura creativa raccontata dagli scrittori che la insegnano", Lara Lepri, (ed.); Milaan: Bompiani, 1997, blz. 45-55
- "Interview", met K. Bosmans, in het Valies, "De Leugen als Historisch erfgoed", februari 2010. [Online raadpleegbaar op: http://hetvalies.be/2010/02/de-leugen-als-historisch-erfgoed-interview-met-sandro-veronesi-over-schrijven-in-italie/]

### Vertalingen
- In de ban van mijn vader, vert. Rob Gerritsen, Bert Bakker, 2001
- Waar gaat die vrolijke trein naar toe, vert. Rob Gerritsen, Bert Bakker, 2002
- Nauwelijks geraakt, vert. Rob Gerritsen, Bert Bakker, 2004
- Kalme chaos, vert. Rob Gerritsen, Prometheus, 2006
- Troje brandt, vert. Rob Gerritsen, Prometheus, 2008
- XY, vert. Rob Gerritesen, Prometheus, 2011
- Misplaatste kussen, vert. Rob Gerritsen, Prometheus, 2012
- Grote reizen, kleine reizen, vert. Rob Gerritsen, Prometheus, 2014
- Zeldzame aarden, vert. Rob Gerritsen, Prometheus, 2015 - bekroond met Europese Literatuurprijs 2016
- Een god waakt over je, vert. Manon Smits, Prometheus 2017
- De kolibrie, vert. Welmoet Hillen, Prometheus, 2020
- Commandant. Een waargebeurd verhaal over moed en mededogen, 2023

### Verder lezen
- Anthony Julian Tamburri, "Abitare in limine: Per dove parte questo treno (mica tanto) allegro,", Esperienze letterarie. Vol.40 (2005)
- Barbara Castaldo, "Sandro Veronesi" in Dictionary of Literary Biography: Contemporary Italian Fiction. Columbia: Bruccoli Clark Layman, 2005